# 华沙大学波兰研究学院
华沙大学波兰研究学院（波蘭語：Wydział Polonistyki Uniwersytetu Warszawskiego, polon UW）是华沙大学的二十个二级学院之一，专门从事波兰学的研究和教学。

## 历史沿革
波兰学的传统和广为人知的语言学研究可以追溯到华沙大学成立之初（1816-1818年）。在华沙大学存在的早期，其员工包括华沙大学第一任校长安泽尔姆·施韦科夫斯基（Anzelm Szweykowski）、波兰文学史上第一位讲师、1823-1830年华沙大学秘书卡齐米日·布罗津斯基（Kazimierz Brodziński）、语言学家和辞典学家塞缪尔·博古米·林德（Samuel Bogumił Linde）以及比较文学教授路德维克·奥辛斯基（Ludwik Osiński）。
由于十一月起义后的镇压和大学关闭，华沙波兰学术研究的发展停止了。只有华沙经济学院（1862-1869年）以及其语言学和历史学院的成立，才为重新激活该领域的研究创造了机会。
在讲俄语的华沙帝国大学（1870-1915年），波兰语言学从属于斯拉夫语言学，并未促进波兰语和波兰文学研究的发展。
华沙大学波兰学研究的实际恢复始于1915年。1940-1941年纳粹占领期间，朱利安·克日扎诺夫斯基（Julian Krzyżanowski）负责波兰学的秘密教学。
战后，瓦茨瓦夫·博罗维（Wacław Borowy）和朱利安·克日扎诺夫斯基成立了波兰文学史研讨班，1950年转为语言学院波兰文学史系，存在至1968年。
1968年，由扬·齐格蒙特·雅库博夫斯基（Jan Zygmunt Jakubowski）和后来的雅德维加·库尔奇卡-萨洛尼（Jadwiga Kulczycka-Saloni）领导的新成立的波兰和斯拉夫语言学院成立了一个独立的波兰语言学院。1975年，波兰和斯拉夫语言学院更名为波兰研究学院。从1975/1976学年起，波兰文化系（现为波兰文化学系）在波兰文学系和波兰语言学系旁边运作。
目前，华沙大学波兰研究学院是波兰最大的波兰学研究中心之一，在文学、文化和语言领域开展波兰、斯拉夫、希腊化、文化、拉丁和波罗的海研究，有权授予语言学、文学和文化研究领域的人文学科博士和博士后学位。

## 机构设置

### 院系
- 波兰文学系（Instytut Literatury Polskiej）
- 波兰语言学系（Instytut Kultury Polskiej）
- 波兰文化学系（Instytut Polonistyki Stosowanej）
- 应用波兰研究学系（Instytut Polonistyki Stosowanej）
- 古典语言学系（Instytut Filologii Klasycznej）
- 西斯拉夫和南斯拉夫学系（Instytut Slawistyki Zachodniej i Południowej）
- 普通、东亚、比较和波罗的海语言学系（Katedra Językoznawstwa Ogólnego, Wschodnioazjatyckiego, Porównawczego i Bałtystyki）
- 对外波兰语和波兰文化中心（Centrum Języka Polskiego i Kultury Polskiej dla Cudzoziemców „Polonicum"）

### 图书馆
- 茨瓦夫·博罗维图书馆是在二战后茨瓦夫·博罗维倡议下成立的，自1990年以来一直以其命名。1945年时为波兰文学史学院图书馆。在接下来的几年里，图书馆得到了补充，其中包括来自雅盖隆大学图书馆的图书[5]。图书馆正式成立的时间是1950年。目前该图书馆有大约10万册文学、文化、哲学、宗教和相关出版物。
- 约翰·博杜安·德·考特奈（Jan Baudouin de Courtenay）图书馆也是在第二次世界大战后的1950年代初期成立的，最初是波兰语研讨会的藏书。目前，图书馆藏书约8万册（语言学、教育学、符号学、哲学、人类学及相关领域的出版物）。自2010年以来，图书馆以约翰·博杜安·德·考特奈命名。